# باکدونبونگ
باکدونبونگ (به لاتین: Baekdunbong) یک کوه در کره جنوبی است که در کره جنوبی واقع شده‌است. باکدونبونگ ۹۷۴ متر بالاتر از سطح دریا واقع شده‌است.